# 中日韩领导人会议
中日韩领导人会议是东盟和中日韩（10＋3）框架以外的单独举行的中华人民共和国、日本国和大韩民国三国领导人会议。

## 成员国相关信息

### 基本信息
| 国家           | 面積 km²  | 人口（2023）  | 人口密度 （2023） | 人類發展指數 (2022) | 首都 | 其他主要城市             |
| -------------- | --------- | ------------- | ----------------- | ------------------- | ---- | ------------------------ |
| 中华人民共和国 | 9,596,961 | 1,425,618,738 | 148.5             | 0.788 (第75)        | 北京 | 上海、香港、广州、深圳   |
| 日本国         | 377,944   | 123,196,770   | 326               | 0.920 (第24)        | 東京 | 横滨、大阪、名古屋、京都 |
| 大韓民國       | 100,210   | 51,202,130    | 511               | 0.929 (第19)        | 首尔 | 釜山、仁川、大邱         |

### 經濟
| 国家           | GDP (名义) 百万$ (2025) | GDP (PPP) 百万$ (2025) | 人均GDP (名义) $ (2025) | 人均GDP (PPP) $ (2025) | 出口 百万$ (2023) | 进口 百万$ (2022) | 人均GNI $ (2023) |
| -------------- | ----------------------- | ---------------------- | ----------------------- | ---------------------- | ----------------- | ----------------- | ---------------- |
| 中华人民共和国 | 19,535,000              | 39,440,000             | 13,873                  | 28,008                 | 3,511,248         | 2,706,601         | 13,400           |
| 日本           | 4,390,000               | 6,456,527              | 35,611                  | 54,907                 | 920,737           | 898,099           | 39,030           |
|                | 1,948,000               | 2,924,038              | 37,675                  | 65,582                 | 769,534           | 738,366           | 35,490           |

### 軍事
| 国家           | 兵力      | 国防支出 百万$ | 国防支出 (PPP) 百万$ | 军力排名 |
| -------------- | --------- | -------------- | -------------------- | -------- |
| 中华人民共和国 | 2,000,000 | 292,000        | 249,000              | 3        |
| 日本           | 247,150   | 46,000         | 46,000               | 8        |
|                | 500,000   | 46,400         | 44,200               | 6        |

### 信用评级
| 国家           | 惠誉国际 | 穆迪 | 标准普尔 |
| -------------- | -------- | ---- | -------- |
| 中华人民共和国 | A+       | Aa3  | AA-      |
| 日本           | A+       | Aa3  | A+       |
|                | AA-      | Aa3  | AA-      |

### 国际组织
| 国家           | G20 | G7 | P5 | OECD | DAC | APEC | EAS | APT | UN | WTO | IMF | WBG | ISA | IPU | ICPO | G4 | UfC | BRICS | MIKT | MNNA | SCO |
| -------------- | --- | -- | -- | ---- | --- | ---- | --- | --- | -- | --- | --- | --- | --- | --- | ---- | -- | --- | ----- | ---- | ---- | --- |
| 中华人民共和国 | ○   | ×  | ○  | ×    | ×   | ○    | ○   | ○   | ○  | ○   | ○   | ○   | ○   | ○   | ○    | ×  | ×   | ○     | ×    | ×    | ○   |
| 日本           | ○   | ○  | ×  | ○    | ○   | ○    | ○   | ○   | ○  | ○   | ○   | ○   | ○   | ○   | ○    | ○  | ×   | ×     | ×    | ○    | ×   |
|                | ○   | ×  | ×  | ○    | ○   | ○    | ○   | ○   | ○  | ○   | ○   | ○   | ○   | ○   | ○    | ×  | ○   | ×     | ○    | ○    | ×   |

## 成员国现任领导人

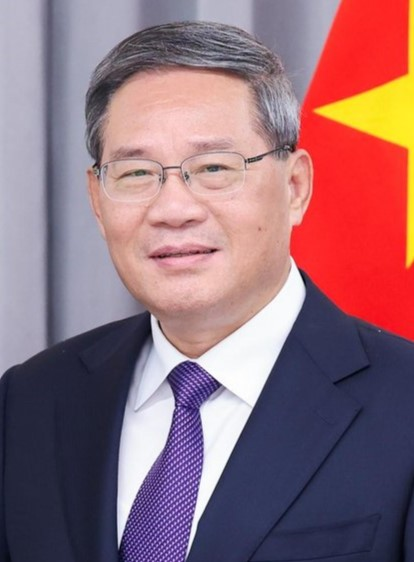
中国国务院总理 李强
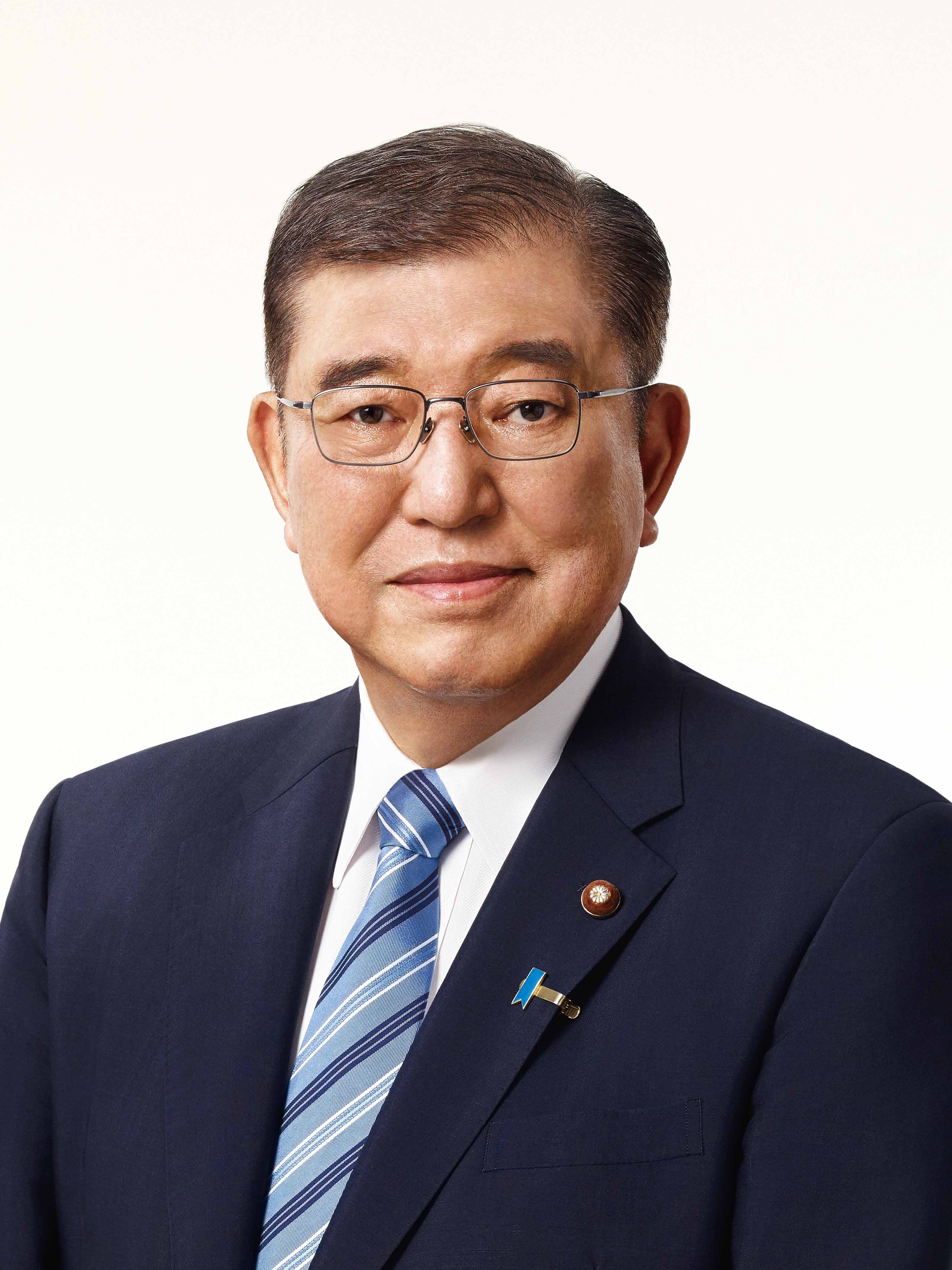
日本內閣總理大臣 石破茂
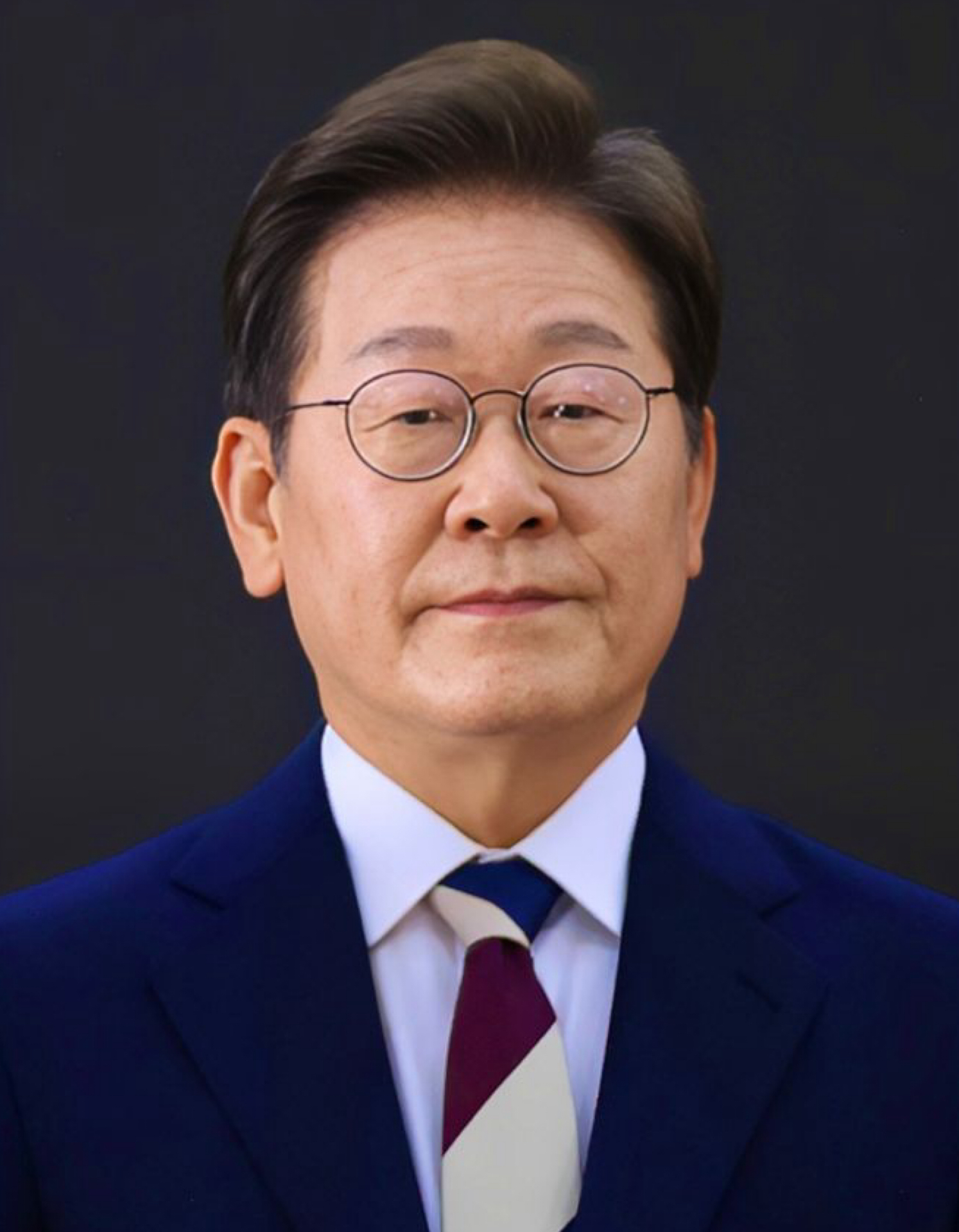
總統 李在明

## 會議歷史

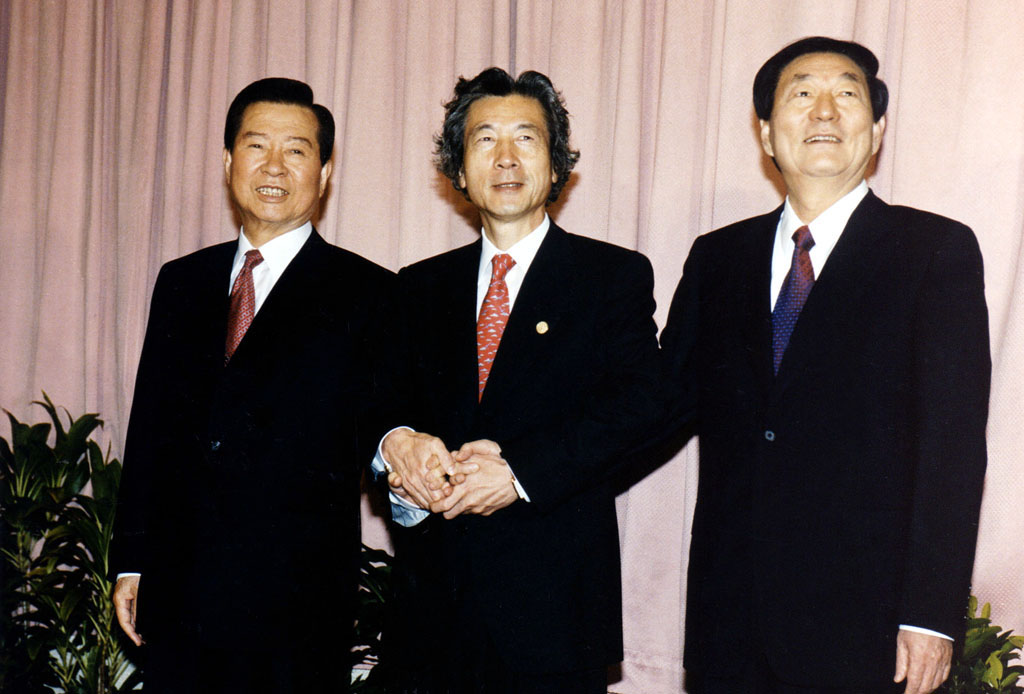
2001年11月5日，时任韓國總統金大中、日本内阁总理大臣小泉纯一郎、中华人民共和国国务院总理朱镕基在会谈上握手

会议由中华人民共和国国务院总理、日本内阁总理大臣、大韩民国总统三国政府首脑作为代表参加。这种会议最早由韩国于2004年提出（另有訊息指出其應始於1999年11月，由當時中華人民共和國國務院總理朱镕基、日本總理大臣小淵惠三、韓國總統金大中在菲律賓出席東協會議期間，舉行首次三國領導人早餐會，開啟三國領導人在東協（10+3）框架內會晤的先例）。
2007年11月，东盟和中日韩（10+3）框架下，中日韩三国领导人举行第八次会议时决定加强三国间政治对话与磋商，举行三国领导人不定期会议，2008年6月在日本國東京都举行的三国外长会议，决定于同年9月在日本举行首次单独的中日韩领导人会议，因日本首相福田康夫突然辞职，会议被推迟至2008年12月13日举行。至今進行過五次领导人会议。
2012年，韓國總統李明博登上和日本有主權爭議的竹島(獨島)。同年，日本單方面宣布将和中国有主权争议的釣魚島及其附属岛屿國有化，外加歷史問題因素，三國關係一直緊張。中日韓領導人同年換屆後，三國新領導人對于歷史問題等各方面皆採取強硬立場，導致会议舉行面临重重难关。2013年及2014年，三国领导人未举行会议。
2015年，中日韩领导人会谈在韩国首尔重新启动召开，中華人民共和国國務院总理李克强、日本首相安倍晋三、韩国总统朴槿惠出席会议。
2016年起，中華人民共和國與韓國因為韓國部署薩德反導彈系統事件關係惡化。同年，韓國總統朴槿惠因為崔順實干政醜聞遭弹劾停职。导致原本计划将于2016年12月上旬在日本举行的中日韩领导人会议被迫延期。会议原计划顺延至2017年仍在日本举行，但由於萨德事件持续发酵，中韓關係急劇惡化。加上日本在历史问题等言行上並未令中華人民共和國滿意，使其對會議保持消極。2016年及2017年，三国领导人未举行会议。
2018年是中日韩领导人会议在东盟与中日韩（10+3）框架外举行10周年，中日韩领导人会议时隔两年半召开。
2019年是中日韩领导人会议举行20周年，中日韩领导人会议在中国四川成都召开。
因韓國大法院對原被徵勞工案件判決日本企業賠償，日本政府则強烈反对，加之新冠疫情影响，從2020年至2023年，三国领导人未舉行會議。

## 歷次會議
| 次數 | 會議日期            | 主席國         | 會議場地       | 領導人 | 領導人     | 領導人 | 參考來源 |
| 次數 | 會議日期            | 主席國         | 會議場地       | 总理   | 總理       | 總統   | 參考來源 |
| ---- | ------------------- | -------------- | -------------- | ------ | ---------- | ------ | -------- |
| 1    | 2008年12月13日      | 日本           | 太宰府市       | 温家宝 | 麻生太郎   | 李明博 | [ 6 ]    |
| 2    | 2009年10月10日      | 中华人民共和国 | 北京市         | 温家宝 | 鳩山由紀夫 | 李明博 | [ 7 ]    |
| 3    | 2010年5月29日－30日 |                | 濟州特別自治道 | 温家宝 | 鳩山由紀夫 | 李明博 | [ 8 ]    |
| 4    | 2011年5月22日       | 日本           | 東京都         | 温家宝 | 菅直人     | 李明博 | [ 9 ]    |
| 5    | 2012年5月13日       | 中华人民共和国 | 北京市         | 温家宝 | 野田佳彥   | 李明博 | [ 10 ]   |
| 6    | 2015年11月1日       |                | 首尔特别市     | 李克强 | 安倍晋三   | 朴槿惠 | [ 11 ]   |
| 7    | 2018年5月9日        | 日本           | 東京都         | 李克强 | 安倍晋三   | 文在寅 | [ 12 ]   |
| 8    | 2019年12月24日      | 中华人民共和国 | 成都市         | 李克强 | 安倍晋三   | 文在寅 | [ 13 ]   |
| 9    | 2024年5月26日       |                | 首尔特别市     | 李强   | 岸田文雄   | 尹锡悦 | [ 14 ]   |
| 10   | 2025年預定          | 日本           | 未定           | 李强   | 石破茂     | 李在明 |          |

## 会议内容

### 2008年
首次单独的中日韩领导人会议于2008年12月13日在日本福岡举行，会议签署并发表了《三国伙伴关系联合声明》，明确了三国伙伴关系定位，确定了三国合作的方向和原则。会议通过了《国际金融和经济问题的联合声明》、《三国灾害管理联合声明》和《推动中日韩三国合作行动计划》。

### 2009年

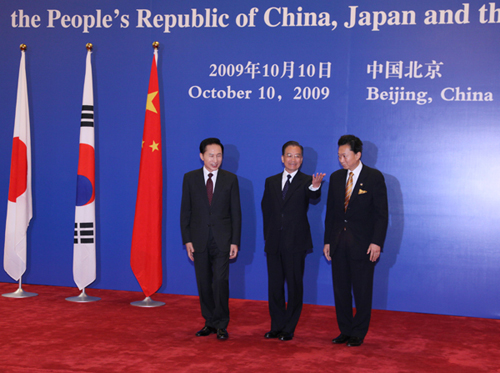
2009年10月10日，中國总理温家宝，日本首相鸠山由纪夫，和韩国总统李明博出席第二次中日韩领导人会议。

2009年10月10日，第二次中日韩领导人会议在中國北京人民大会堂举行，國務院总理温家宝、日本首相鸠山由纪夫和韩国总统李明博出席会议。中日韩敲定未来合作大方向：共建东亚共同体。

### 2010年
第三次中日韓領導人會議，于2010年5月29日至30日在韓國濟州島舉行。中華人民共和國國務院總理溫家寶、日本首相鳩山由紀夫和南韓總統李明博出席會議。會議期間，三國領導人就三國未來十年合作發展方向及重點合作領域進行了規劃，就當前重大國際和地區問題深入交換了意見，達成了廣泛共識。會議期間，三國領導人還就天安号沉没事件交換了意見，對事件造成的傷亡表示哀悼。中日領導人表示，重視南韓等國進行的聯合調查，注意到有關各方的反應。三國將保持溝通，妥善應對這一事件，以維護地區和平與穩定。

### 2011年

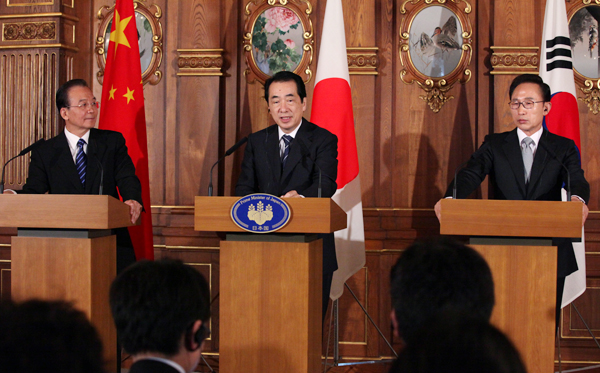
2011年5月22日，中國总理溫家寶，日本首相菅直人，和韩国总统李明博出席第3次中日韩领导人会议。

2011年5月22日，第四次中日韓領導人會議，在日本東京舉行，中華人民共和國國務院溫家寶、日本首相菅直人、韩国總統李明博出席會議。會後會後發表共同宣言。重點包括:
1.2011年於韓國建立三國合作秘書處。
2.2011年完成三國自由貿易區聯合研究。
3.三國投資協定談判盡早達成實質性共識。
4.探討建立三國循環經濟示範基地（溫家寶希望爭取此基地能在2011年時完成）。

### 2012年

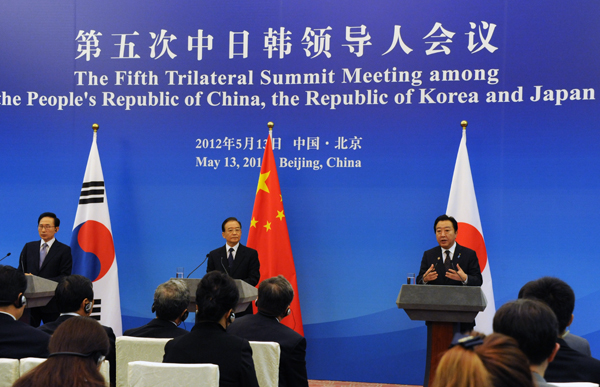
2012年5月13日，中國总理温家宝，日本首相野田佳彥，和韩国总统李明博出席第五次中日韩领导人会议。

2012年5月13日，第五次中日韩领导人会议在北京举行。中國总理溫家寶、日本首相野田佳彥、韩国總統李明博出席會議。中日韩正式签署投资协定，并一致同意在今年内启动中日韩自由贸易区谈判。

### 2013年及2014年
2012年，韓國總統李明博登上和日本有主權爭議的獨島。同年，日本單方面宣布将和中国有主权争议的釣魚島及其附属岛屿國有化，外加歷史問題因素，三國關係一直緊張。中日韓領導人同年換屆後，三國新領導人對于歷史問題等各方面皆採取強硬立場，導致会议舉行面临重重难关。2013年及2014年，三国领导人未举行会议。

### 2015年

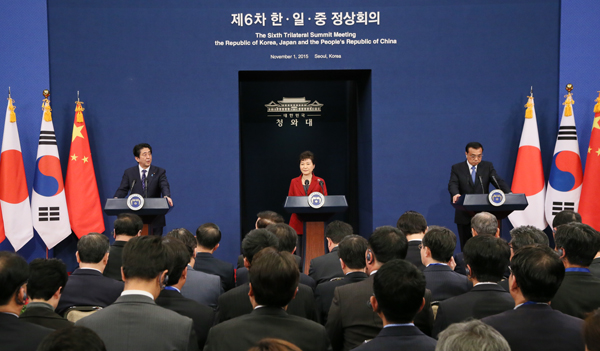
2015年11月1日,在韓國首都首爾舉行第6次中日韩领导人会议.

2015年的三國領導人會議於11月1日在韓國首都首爾舉行，三方簽署了「關于東北亞和平與合作的聯合宣言」。宣言承認「地區國家經濟相互依存與政治安全緊張並存」，同意「重申在《2020中日韓合作展望》中所作承諾，即努力實現包括建立區域共同市場在內的進一步推進經濟一體化的長期目標」，「加強合作，推動年內在巴黎舉行的《聯合國氣候變化框架公約》第21次締約方會議上通過協議。」
早前據日本放送協會（簡稱NHK）報導，在韓國總統朴槿惠訪問中國期間，總統府宣布，朴槿惠與中華人民共和國領導人習近平會談，兩人都認為為了東北亞的和平與安定，中國、日本、韓國這3方有必要發展合作關係，兩人並達成協議，以2015年10月底至11月初為期，將召開3方高峰會。中華人民共和國官方新華社報導，習近平在與朴槿惠會談一開始就表示，中國與韓國的人民共同團結抵抗日本的殖民侵略，奮鬥爭取到民族的解放。而NHK指出，中國想在歷史認識（史觀）的問題上牽制日本，因此與韓國合作。據韓國聯合通訊社報導，朴槿惠在會議開始時表示，希望今天能和習近平就朝鮮半島局勢坦誠交換意見，不久前北韓在朝韩非军事区（簡稱：DMZ）的挑釁，足見朝鮮半島緊張局勢隨時都會升級，所以維護兩韓和平尤為重要。
日本共同通讯社發表評析文章指出，「習朴會」主要會談議題為朝鲜核问题和如何遏制朝方挑釁行為，此外還有可能涉及舉行中日韓首腦會談的問題；且甚至可能涉及歷史問題，同時，「習近平與朴槿惠共進午餐，給予了高規格的接待」，這是兩人第6次舉行元首會談。另外，文章提到，美國認為中國欲借3日的活動展示軍事實力的增強，對此保持著警惕。而韓國則頗為重視中國，因為中國不僅是其最大的貿易夥伴國，還對遏制朝鮮的挑釁具有影響力。朴槿惠參加閱兵式將給外界發出具有象徵性的信號，即「韓國在歷史問題上將與中國攜手應對日本」，且中韩关系的重要性不亞於韩美关系。
日本政府相關人士接受NHK採訪時表示，有關中韓高峰會談所達成共識的內容，日方事先已獲得通知，但就日本來說，並非針對日、中、韓舉行3方高峰會的具體時間等細節達成了共識。日本政府一貫主張今年之內應儘速召開3方高峰會，因此對於中韓高峰會所達成的協議，日方認為是具正面意義的訊息。 雖日本政府對此表示期待，但也憂心中韓兩國在歷史問題認知逐漸契合，屆時能否如願修復與中韓兩國關係，仍是未知數。據共同通讯社報導指出，日方希望藉中日韓首腦會議，實現首相安倍晉三和南韓總統朴槿惠首次會談，並力圖改善日韓關係。日本內閣官房長官菅義偉表示，日本重視與中韓之間關係，將為早日舉行中日韓首腦會議予以配合。據了解，8月上旬日韓外長會談中僅促成中日韓首腦會議在年內盡快舉行，並無具體時間點。報導稱，中方可能向日韓雙方傳遞將視安倍戰後70周年談話內容判斷如何應對的訊息，因此中方態度成為焦點。

### 2016年及2017年
2016年起，中華人民共和國與韓國因為韓國部署薩德反導彈系統事件關係惡化。同年，韓國總統朴槿惠因為崔順實干政醜聞遭弹劾停职。导致原本计划将于2016年12月上旬在日本举行的中日韩领导人会议被迫延期。会议原计划顺延至2017年仍在日本举行，但由於萨德事件持续发酵，中韓關係急劇惡化。加上日本在历史问题等言行上並未令中華人民共和國滿意，使其對會議保持消極。2016年及2017年，三国领导人未举行会议。

### 2018年

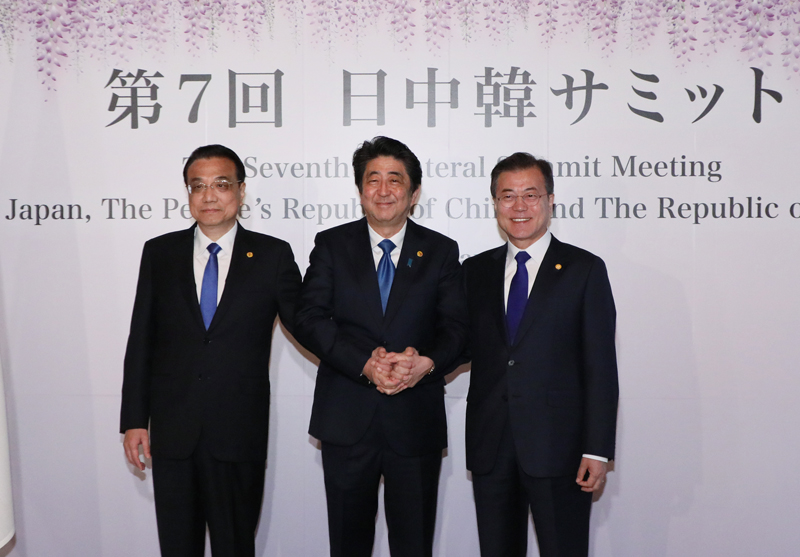
2018年5月9日，时任韓國總統文在寅、日本内阁总理大臣安倍晋三、中华人民共和国国务院总理李克强举行第7次三国首脑峰会。

2018年5月9日，三国首脑峰会相隔两年后在日本东京举行，日本首相安倍晋三、中華人民共和国國務院总理李克强、韩国总统文在寅出席会议。李克强访问日本期间还将出席《中日和平友好条约》缔结40周年纪念活动和“中日知事省长论坛”等。

### 2019年
2019年12月24日上午，中华人民共和国国务院总理李克强、韩国总统文在寅、日本首相安倍晋三在四川成都共同出席第八次中日韩领导人会议，就中日韩合作以及地区和国际问题交换看法。12月24日下午，李克强与文在寅、安倍晋三在四川成都杜甫草堂博物馆共同出席中日韩合作20周年纪念活动，三国领导人共同种下一棵桂花树。12月25日，李克强与安倍晋三在青城山举行会谈，之后一同参观都江堰水利工程。在会议上还发表了《中日韩合作未来十年展望》等成果文件。

### 2020年至2023年
因韓國大法院對原被徵勞工案件判決日本企業賠償，日本政府则強烈反对，加之新冠疫情影响，從2020年至2023年，三国领导人未舉行會議。

### 2024年
第九次中日韩领导人会议于2024年5月26日至27日在韩国首尔举行。中国国务院总理李强，韩国总统尹锡悦，日本首相岸田文雄出席会议。

## 相关会议
| 次数   | 会议日期       | 会议场地         | 领导人 | 领导人     | 领导人                  | 参考來源                               |
| 次数   | 会议日期       | 会议场地         | 總理   | 首相       | 總統                    | 参考來源                               |
| ------ | -------------- | ---------------- | ------ | ---------- | ----------------------- | -------------------------------------- |
| 1      | 1999年11月28日 | 菲律賓马尼拉     | 朱镕基 | 小渊惠三   | 金大中                  |                                        |
| 2      | 2000年11月24日 | 新加坡           | 朱镕基 | 森喜朗     | 金大中                  |                                        |
| 3      | 2001年11月5日  | 斯里巴加湾       | 朱镕基 | 小泉纯一郎 | 金大中                  |                                        |
| 4      | 2002年11月4日  | 柬埔寨金边       | 朱镕基 | 小泉纯一郎 | 金硕洙 （国务总理代表） |                                        |
| 5      | 2003年10月7日  | 印度尼西亞巴厘岛 | 温家宝 | 小泉纯一郎 | 卢武铉                  |                                        |
| 6      | 2004年11月29日 | 万象             | 温家宝 | 小泉纯一郎 | 卢武铉                  | 在此之后的2005年及2006年曾中断举行两年 |
| 7      | 2007年1月14日  | 菲律賓宿务       | 温家宝 | 安倍晋三   | 卢武铉                  | [ 33 ]                                 |
| 8      | 2007年11月20日 | 新加坡           | 温家宝 | 福田康夫   | 卢武铉                  |                                        |
| 不適用 | 2009年4月11日  | 泰國帕塔亚       | 温家宝 | 麻生太郎   | 李明博                  | 泰国政治危机简短会晤                   |
| 不適用 | 2010年10月29日 | 越南河内         | 温家宝 | 菅直人     | 李明博                  |                                        |
| 不適用 | 2011年11月19日 | 印度尼西亞巴厘岛 | 温家宝 | 野田佳彥   | 李明博                  |                                        |

| 次数 | 会议日期       | 会议场地     | 外长     | 外长       | 外长     |
| 次数 | 会议日期       | 会议场地     | 外交部长 | 外务大臣   | 外交部长 |
| ---- | -------------- | ------------ | -------- | ---------- | -------- |
| 1    | 2007年6月3日   | 济州岛       | 杨洁篪   | 麻生太郎   | 宋旻淳   |
| 2    | 2008年6月14日  | 日本东京     | 杨洁篪   | 高村正彦   | 柳明桓   |
| 3    | 2009年9月28日  | 中国大陆上海 | 杨洁篪   | 岡田克也   | 柳明桓   |
| 4    | 2010年5月15日  | 庆州         | 杨洁篪   | 岡田克也   | 柳明桓   |
| 5    | 2011年3月19日  | 日本京都     | 杨洁篪   | 松本剛明   | 金星焕   |
| 6    | 2012年4月8日   | 中国大陆宁波 | 杨洁篪   | 玄葉光一郎 | 金星焕   |
| 7    | 2015年3月21日  | 首尔         | 王毅     | 岸田文雄   | 尹炳世   |
| 8    | 2016年8月24日  | 日本东京     | 王毅     | 岸田文雄   | 尹炳世   |
| 9    | 2019年8月21日  | 中国大陆北京 | 王毅     | 河野太郎   | 康京和   |
|      | 2020年3月20日  | （视频会议） | 王毅     | 茂木敏充   | 康京和   |
| 10   | 2023年11月26日 | 釜山         | 王毅     | 上川陽子   | 朴振     |

## 圖片集

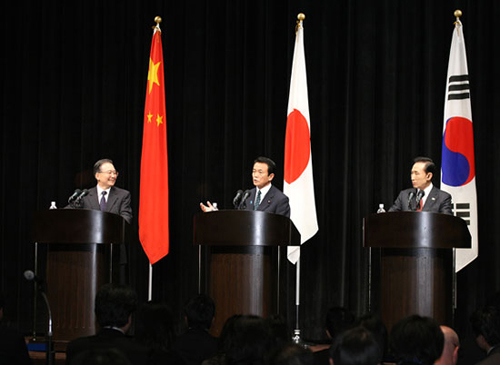
2008年第1屆中日韓峰會在日本福岡舉行。
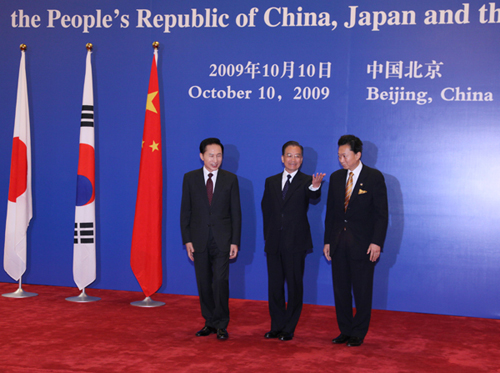
2009年第2屆中日韓峰會在中國北京舉行。
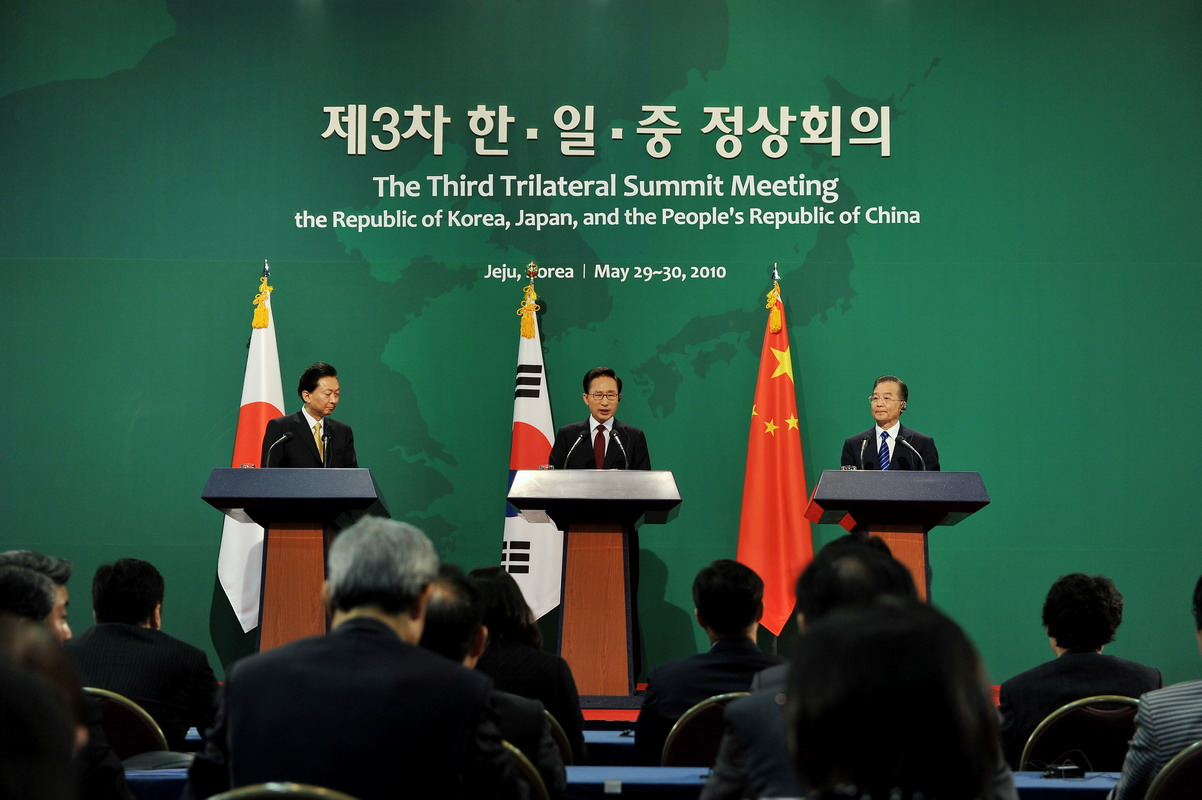
2010年第3屆中日韓峰會在韓國濟州島舉行。
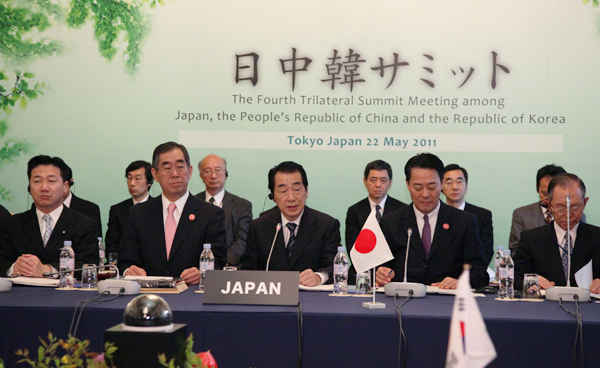
2011年第4屆中日韓峰會在日本東京舉行。
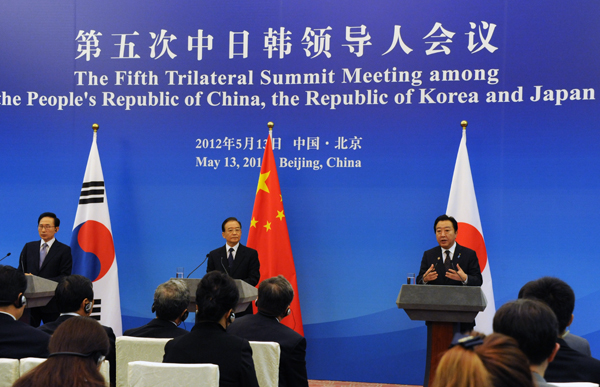
2012年第5屆中日韓峰會在中國北京舉行。
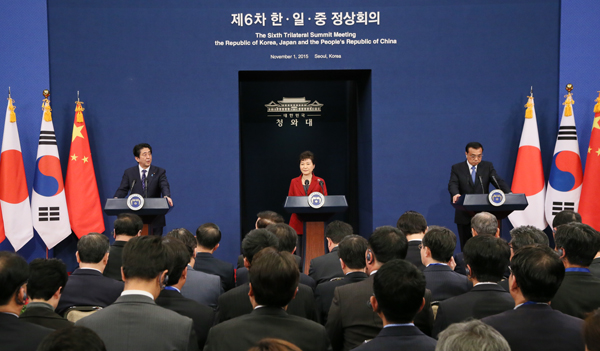
2015年第6屆中日韓峰會在韓國首爾舉行。
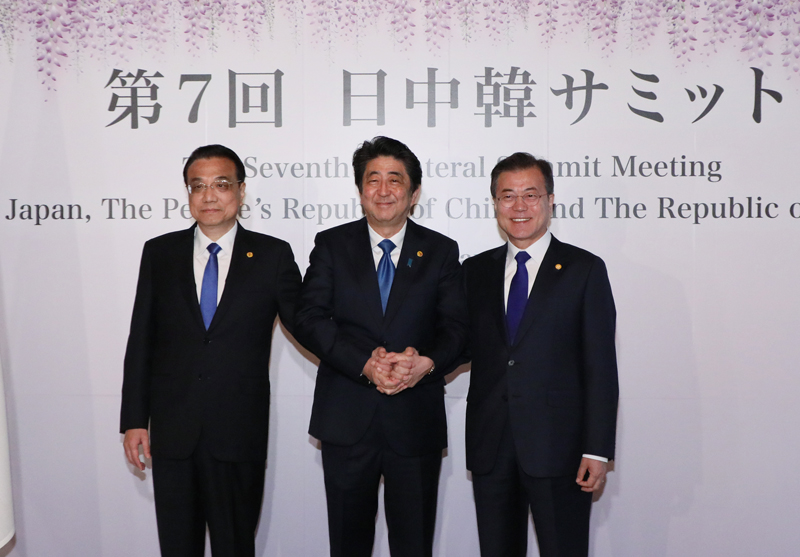
2018年第7屆中日韓峰會在日本東京舉行。
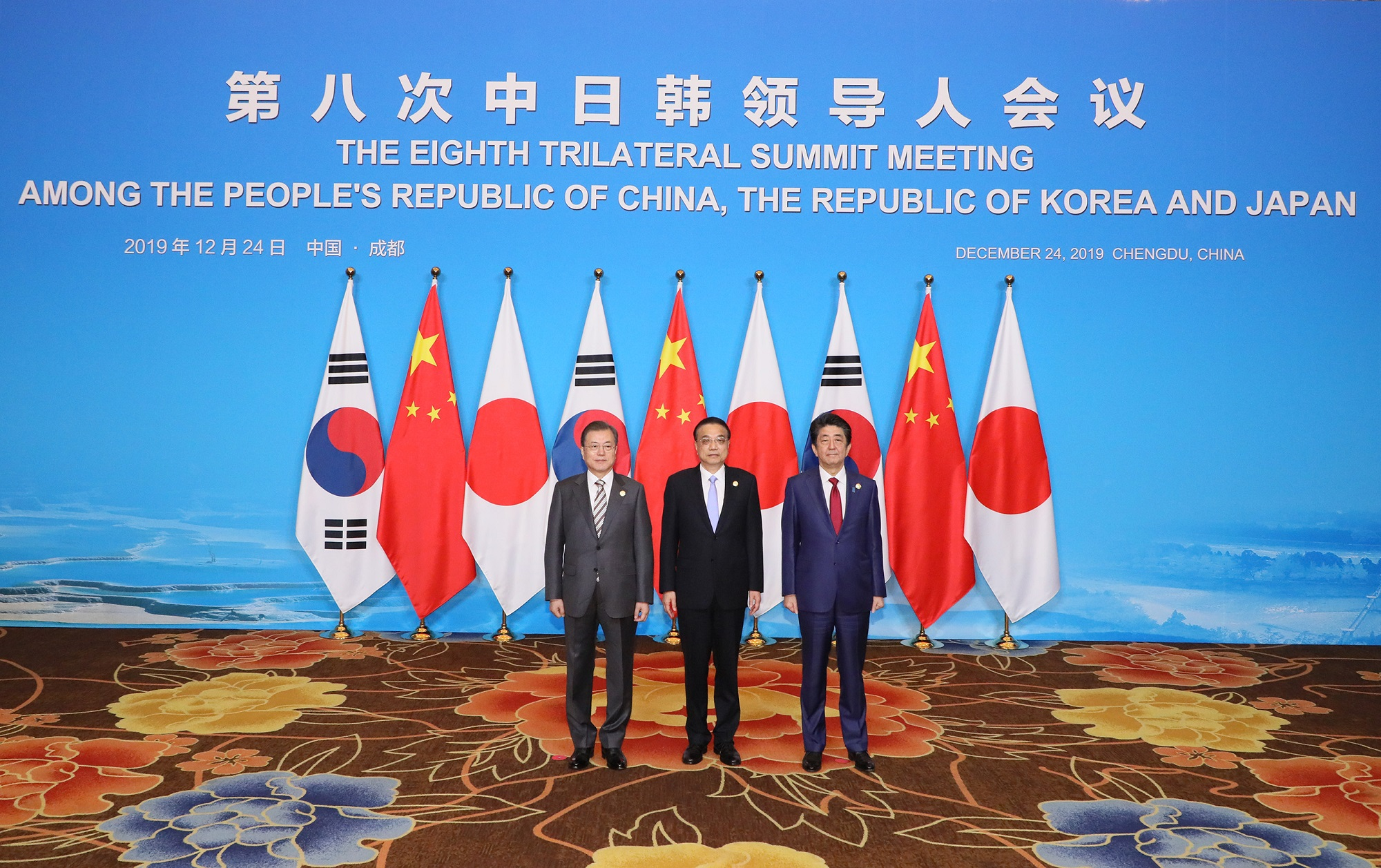
2019年第8屆中日韓峰會在中國成都舉行。

## 关联条目
- 東協十加三
- 東亞共同體
- 东亚峰会
- 中日韩自由贸易区
- 中日关系
- 中韩关系
- 日韩关系、日韓問題